# Liste der Kulturdenkmäler in Kördorf
In der Liste der Kulturdenkmäler in Kördorf sind alle Kulturdenkmäler der rheinland-pfälzischen Ortsgemeinde Kördorf aufgeführt. Grundlage ist die Denkmalliste des Landes Rheinland-Pfalz (Stand: 8. Dezember 2023).

## Denkmalzonen
| Bezeichnung                    | Lage                               | Baujahr | Beschreibung                                                 | Bild                           |
| ------------------------------ | ---------------------------------- | ------- | ------------------------------------------------------------ | ------------------------------ |
| Denkmalzone Jüdischer Friedhof | südwestlich des Ortes im Wald Lage | um 1880 | Areal mit etwa 50 Grabsteinen; von etwa 1880 bis 1935 belegt | weitere Bilder Fotos hochladen |

## Einzeldenkmäler
| Bezeichnung              | Lage                                   | Baujahr         | Beschreibung                                                                                          | Bild                           |
| ------------------------ | -------------------------------------- | --------------- | --- | ------------------------------ |
| Evangelische Pfarrkirche | Dörsbachstraße Lage                    | 1745            | Bruchsteinsaal, Mansarddach, 1745                                                                     | weitere Bilder Fotos hochladen |
| Wohnhaus                 | Unterstraße 8 Lage                     | 18. Jahrhundert | Fachwerkhaus, 18. Jahrhundert                                                                         | Fotos hochladen                |
| Reifenmühle              | südwestlich des Ortes am Dörsbach Lage | 18. Jahrhundert | Fachwerkhaus, teilweise verschiefert, 18. Jahrhundert; Nebengebäude, unter anderem Bruchstein-Scheune | BW                             |